# Simon Elisor
Simon Elisor (Périgueux, 22 juli 1999) is een Frans voetballer die sinds 2022 uitkomt voor RFC Seraing.

## Carrière
Elisor startte zijn seniorencarrière bij FC Istres, waarmee hij in het seizoen 2018/19 uitkwam in de Championnat National 3. In juni 2019 versierde hij een transfer naar AC Ajaccio, waar hij aanvankelijk uitkwam voor het tweede elftal in de Championnat National 3. Uiteindelijk stroomde hij ook door naar het eerste elftal. Op 29 augustus 2020 maakte hij zijn officiële debuut in de Ligue 2: op de tweede competitiespeeldag liet trainer Olivier Pantaloni hem in de 68e minuut invallen. In de eerste helft van het seizoen 2020/21 speelde hij tien competitiewedstrijden voor Ajaccio, waarvan negen als invaller. Op de zesde competitiespeeldag stond hij tegen AJ Auxerre (5-1-verlies) de volledige wedstrijd tussen de lijnen en scoorde hij op het halfuur zijn eerste officiële doelpunt voor de club.
In januari 2021 ondertekende Elisor zijn eerste profcontract bij Ajaccio, om vervolgens meteen te worden uitgeleend aan derdeklasser FC Sète. Daar kwam hij in acht competitiewedstrijden niet tot scoren. In het seizoen 2021/22 vond hij in het shirt van FC Villefranche Beaujolais makkelijker de weg naar doel: in de reguliere competitie scoorde hij zeventien keer, waarmee hij de club aan een derde plaats hielp in de Championnat National. Ook in de barragewedstrijden tegen US Quevilly-Rouen Métropole was hij trefzeker, maar dat was niet voldoende om de club aan promotie te helpen.
In juli 2022 ondertekende Elisor een vierjarig contract bij de Belgische eersteklasser RFC Seraing. De Fransman zou eerder ook in beeld geweest zijn bij Oud-Heverlee Leuven.